# チャールズ・マニング
チャールズ・マニング（Charles Anthony Woodward Manning, 1894年 - 1978年）は、南アフリカ出身の国際政治学者。専門は、国際関係論、国際機構論。
ローズ奨学生としてオックスフォード大学に留学。法廷弁護士や国際連盟事務総長私設補佐官を経て、1930年からロンドン・スクール・オブ・エコノミクスで国際関係論を教える。同僚のマーティン・ワイトや学生だったヘドリー・ブル、アラン・ジェームズらに多大な影響を与え、後に英国学派と呼ばれる学問潮流の形成に寄与した。他方で南アフリカのアパルトヘイト体制を擁護する態度を示していた。

## 著書

### 単著
- The University Teaching of Social Socience: International Relations, (UNESCO, 1954).
- The Nature of International Society, (Wiley, 1962).

### 編著
- Peaceful Change: An International Problem, (Macmillan, 1937).